# Dikanäs
Dikanäs (südsamisch Gäjka) ist ein Ort (Småort) in der schwedischen Provinz Västerbottens län und der historischen Provinz Lappland.
Der Ort der Gemeinde Vilhelmina liegt etwa 80 Kilometer nordöstlich von Vilhelmina. Durch den Ort führt der Länsväg AC 1088. Die Straßen AC 1077, AC 1093 und AC 1094 zweigen hier ab. Der Ort liegt am See Dikasjön. Die Einwohnerzahl ist stark fallend, noch 1990 galt Dikanäs als Tätort.
Auf Grund der großen Entfernung ist Dikanäs eine Zentrale der wenigen Einwohner der Gegend. Neben einer Schule gibt es ein Internetcafé, ein Lebensmittelgeschäft und eine Tankstelle. Seit 1833 gibt es auch eine Kirche, die allerdings zur Kirchgemeinde in Vilhelmina gehört.

## Bekannte Einwohner
- Lilian Gard (* 1950), Sänger
- Bengt-Erik Grahn (1941–2019), Skifahrer
- Björn Löfström (* 1950), Journalist
- Andreas Wilks (1884–1953), Pionier der Samenbewegung

## Einzelnachweise

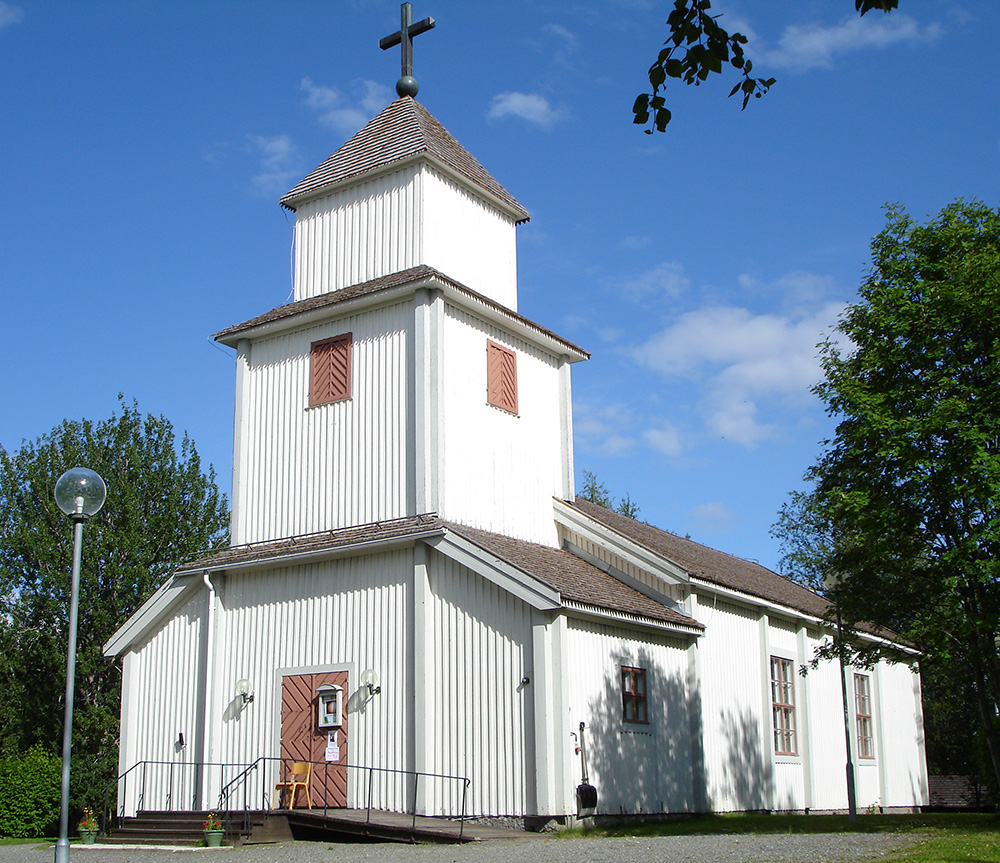
Kirche von Dikanäs